# Carlos Bonavides
Carlos Bonavides (Veracruz, 14 de octubre de 1940) es un actor mexicano, conocido por su interpretación de Huicho Domínguez en la telenovela El premio mayor.

## Carrera profesional
Desde la década de los 80 ha participado en diferentes ángulos de la actuación, desde el teatro, el cine, sobre todo las sexycomedias y la televisión.
En ocasiones su nombre se escribe de forma incorrecta como Benavides.
Fue más famoso por su personaje del elocuente Huicho Domínguez en la telenovela El premio mayor, personaje del que se le quedó para sus futuras producciones musicales; en dicha telenovela actuó al lado de Laura León. Luego formó parte del elenco de la secuela Salud, dinero y amor, en la que volvió a trabajar al lado de Martha Julia como su ambiciosa esposa.
Fue el productor Emilio Larrosa quien lo contrató para diversos trabajos desde El premio mayor a Hasta que el dinero nos separe, pasando por otros trabajos como Salud, dinero y amor y Mujeres engañadas.
Durante su vida ha reconocido públicamente tener serios problemas de alcoholismo que ha ido superando con el tiempo, demostrando siempre voluntad para afrontarlos, puesto que a pesar de ellos siempre ha mantenido una buena disciplina actoral en la realización de diferentes producciones.[cita requerida]

## Filmografía

### Telenovelas
- Vencer el pasado (2021) ..... Padre Antero[1][2]
- Vencer el desamor (2020-2021) ..... Padre Antero
- Vencer el miedo (2020) ..... Padre Antero[3]
- Simplemente María (2015-2016) ..... Inocencio Buenrostro
- La gata (2014) ..... Doménico Almonte - Villano
- Por siempre mi amor (2013) ..... Padre Adalberto
- Dos hogares (2011-2012) ..... Eleazar Pérez
- Hasta que el dinero nos separe (2009-2010) ..... Ramiro Jiménez "El Ay Dios Mío"
- La fea más bella (2006-2007) ..... Efrén Rodríguez
- La madrastra (2005) ..... Rufino Sánchez "El Pulpo"
- Cómplices al rescate (2002) ..... Ofelio Negrete
- Mujeres engañadas (1999-2000) .... Maclovio
- Salud, dinero y amor (1997-1998) .... Luis "Huicho" Domínguez López
- El premio mayor (1995-1996) .... Luis "Huicho" Domínguez López
- Dos mujeres, un camino (1994) .... Él Mismo
- Mágica juventud (1992) .... "El Metiches"
- Carrusel de las Américas (1992) .... Anselmo
- Simplemente María (1989-1990) .... Dr. Rojas
- Cuna de lobos (1986-1987) .... Leonardo Sánchez
- La pasión de Isabela (1984-1985) .... Héctor
- Por amor (1982) .... Félix

### Reality
- Bailando por un sueño (2005)
- Las estrellas bailan en Hoy (2021)

### Series de televisión
- Riquísimos, por cierto (2025) - Lic. Elvis Conde[4]
- Mujeres asesinas (2024) - Inspector[5]
- El Junior: El Mirrey de los Capos[6] (2023)
- Una familia de diez (2020).... Roque
- José José, el príncipe de la canción (2018).... Manuel Gómez
- Como dice el dicho (2012-2023) .... Varios roles
- Mujeres asesinas (2008) .... Jefe
- El Pantera (2008) .... Gordo
- La rosa de Guadalupe (2008-2013) .... Goyo - Ezequiel
- Vecinos (2006) .... Juan Chumacero
- La Jaula (2003-2004) .... Charly
- Desde Gayola (2002) .... Varios
- Mujer, casos de la vida real (1996-2006) .... Esteban en "Recuerdos del futuro"
- Cero en conducta (2000) .... Huichito Domínguez
- ¿Qué nos pasa? (1998)
- Al derecho y al derbez (1994) .... Don Beto el cartero (Sketch del súper portero)
- La carabina de Ambrosio (1983) .... Varios
- Programa Rehilete RTC (1980) ....
- Las aventuras de Capulina (1979) .... Trabajador de mudanzas

### Teatro
- "El grito de Tarzán" (2015)
- "La Señora Presidenta" (1991)

### Películas
- "Salud, dinero y amor: La película (2000)
- "Noche de buitres" (1988)

## Premios y nominaciones

### Premios TVyNovelas
| Año  | Categoría             | Telenovela      | Resultado |
| ---- | --------------------- | --------------- | --------- |
| 1996 | Lanzamiento masculino | El premio mayor | Ganador   |

### Premios ACE
| Año  | Categoría                | Telenovela      | Resultado |
| ---- | ------------------------ | --------------- | --------- |
| 1996 | Figura masculina del año | El premio mayor | Ganador   |